# توماس سكورل
توماس سكورل (بالهولندية: Thomas Schoorel) مواليد 8 أبريل 1989 في أمستردام، هو لاعب كرة مضرب هولندي بدأ مسيرته كمحترف سنة 2007 يلعب باليد اليسرى. أعلى تصنيف له في الفردي كان المركز الـ 94 في سنة 2011. أعلى تصنيف له في الزوجي كان المركز الـ 299 في سنة 2010.

## النهائيات

### الفردي: 4 (2–2)
| الحصيلة | الرقم | التاريخ        | الدورة                          | الأرضية | المنافس          | النتيجة            |
| ------- | ----- | -------------- | ------------------------------- | ------- | ---------------- | ------------------ |
| الوصافة | 1.    | 11 يوليو 2010  | سخييفينينغن، هولندا             | ترابية  | دينيس جريملماير  | 5–7, 4–6           |
| الوصافة | 2.    | 12 سبتمبر 2010 | ألفن آن دن راين، هولندا         | ترابية  | جيسي هوتا جالانج | 7–6(7–4), 4–6, 4–6 |
| الفوز   | 1.    | 17 أبريل 2011  | راي المفتوحة، إيطاليا           | ترابية  | مارتن كليزان     | 7–5, 1–6, 6–3      |
| الفوز   | 2.    | 23 أبريل 2011  | كأس نابولي لكرة المضرب، إيطاليا | ترابية  | فيليبو فولاندري  | 6–2, 7–6(7–4)      |

## روابط خارجية
- توماس سكورل على موقع رابطة محترفي التنس (الإنجليزية)
- توماس سكورل على موقع الاتحاد الدولي لكرة المضرب (الإنجليزية)
- توماس سكورل على موقع كأس ديفيز (الإنجليزية)
- توماس سكورل على موقع خلاصة التنس.كوم (الإنجليزية)
- توماس سكورل على موقع إي إس بي إن.كوم (الإنجليزية)